# KCP
KCP（ケイ・シー・ピー）とはKDDI Common Platform（ケイディディアイ・コモン・プラットフォーム）の略で、KDDIと米国クアルコムにより共同開発された携帯電話専用の共通プラットフォーム（基本プラットフォーム）である。正式名称はKCP1.x（ケイ・シー・ピー いちてんエックス）。KDDIおよび沖縄セルラー電話の各au携帯電話で利用された。

## 概要
- 従来は各社が独自に開発していた部分を共通化して、ソフトウェアの開発にかかる莫大な費用と時間を減らし、操作感などの統一を図る目的で開発された。
- アプリケーション間の連携を良くしているのも特徴である。アプリケーションプラットフォームにはBREWとREX OSを採用している[1]。最初の搭載機種は2005年6月30日発売のW31Tだった。
- 2014年7月現在の時点では更に共通化を進めた「KCP+」（別名「KCP2.x」。そのKCP+から発展した「KCP3.x」を含む）が韓・パンテックの機種を除き搭載されている。このため、2010年度以降に新規開発された従来のKCPに対応した機種は、SANYOブランドおよびKCP+／KCP3.x対応機種を除く京セラ製KCP搭載機種と韓パンテックのPT002[2]に見られるのみとなり、事実上、KCP対応機種は高齢者および児童向け、法人向け、通話とメールだけを必要とする初心者・ライトユーザー向けにそれぞれ整理され、最終的に2015年春モデルのGRATINA2 KYY10を以ってKCP搭載音声端末の新規開発が終了した。

## 採用端末
2017年7月現在。

### 2005年モデル
夏モデル
- W31T
- W32SA

冬モデル
- W32T
- W33SA

### 2006年モデル
春モデル
- W41T（MUSIC-HDD）
- W41SA
- W41K
- W43T

夏モデル
- W42CA（G'zOne）
- W42H
- W44T
- W33SA II
- W42K

秋冬モデル
- W43K
- W43S
- W43CA
- W43H／H II
- W41SH
- W45T
- W42SA
- W43SA
- W44S
- W44K
- W44T II（トヨタケータイ TiMO）
- W46T（DRAPE）
- W47T
- A5523T

au design project
- W42T（neon）

法人向けモデル
- E02SA
- E03CA

### 2007年モデル
春モデル
- W51CA
- W51H
- W51S
- W51T
- W52T
- W44T III（LEXUS）
- W51K
- W51SH（AQUOSケータイ）
- W51P
- W51SA
- A5524SA（Sweets cute）
- A5525SA（ジュニアケータイ）

夏モデル
- W52SA
- W52CA
- W52H
- W52S（ウォークマンケータイ）
- W53T
- W54T
- W52P
- W52SH
- W44K II
- W53SA
- W53S
- A5526K
- A5528K

秋冬モデル
- W55T
- W53CA（EXILIMケータイ）
- W53H（Woooケータイ）
- W53K
- A5529T

au design project
- W52K（MEDIA SKIN）
- W55SA（INFOBAR2）

法人向けモデル
- W44K II Z（カメラなしモデル）

### 2008年モデル
春モデル
- W61CA
- W61H
- W62SA
- W62S
- W61SH（AQUOSケータイ）
- W61P
- W61K
- W61PT

夏モデル
- W62K
- W63K
- W64K
- W62PT（簡単ケータイ）
- W63SH（URBANO）

秋冬モデル
- W62P（島耕作ケータイを含む）
- W65K
- W64S

法人向けモデル
- W62S Z（カメラなしモデル）
- W63K Z（カメラなしモデル）

### 2009年モデル
春モデル
- K001（KY001・安心ジュニアケータイ）

夏秋モデル
- K002（KY002）
- K003（KY003・簡単ケータイ）

冬モデル
- S002(SO002)

NEW STANDARD
- ベルトのついたケータイ NS01（KYX01）
- ケースのようなケータイ NS02（PTX01）

iida
- misora（KYX02）
- PRISMOID（KYX03）

法人向けモデル
- E07K

### 2010年モデル
春モデル
- K004（KY004・簡単ケータイ）
- mamorino（KYY01）

夏秋モデル
- K005（KY005・簡単ケータイ）
- K006(KY006)

iida
- lotta（KYX04）

法人向けモデル
- K006カメラなしモデル（KY006 Z）

### 2011年モデル
春モデル
- K008（KY008・簡単ケータイ）
- PT002
- mamorino2（KYY02）

夏モデル
- K010（KY010・簡単ケータイ）
- Mi-Look（KYY03）

法人向けモデル
- E10K

### 2012年モデル
夏モデル
- K012（KY012・簡単ケータイ）

### 2013年モデル
春モデル
- mamorino3（KYY05）

冬モデル
- GRATINA KYY06

### 2015年モデル
春モデル
- GRATINA2 KYY10

## 注・出典
1. ↑  BREW最新事情：BREWを使ったプラットフォーム「KCP」とは何か - ITmedia（2010年1月7日閲覧）
2. ↑  簡単ケータイS PT001はディスプレイレス・ユーザーインターフェイスレスの通話専用機のため、当然であるが基本プラットフォームは搭載されていない。またPT002の後継機種であるPT003にはKCPの代わりにKCP3.xの元となった基本プラットフォームのBrew MPが新たに搭載されている。